# 哈鲁库岛
哈鲁库岛（Haruku）是印度尼西亚马鲁古省中马鲁古县的一个岛，位于安汶岛以东、斯兰岛之南，其东是萨帕鲁阿岛。哈鲁库岛也是中马鲁古县下一个独立的行政区Kecamatan Pulau Haruku，2010年普查人口24,170。哈鲁库岛的居民说哈鲁库语，也说印尼语和安汶马来语

## 资料来源
1. ↑   (PDF). Sp2010.bps.go.id.   [2015-06-12]. （原始内容存档 (PDF)于2013-06-16）.
2. ↑  . Ethnologue.com. 1999-02-19  [2015-06-12]. （原始内容存档于2019-06-05）.